# Campionati del mondo di ciclismo su strada 2002 - Gara in linea maschile Elite
La gara in linea maschile Elite dei Campionati del mondo di ciclismo su strada 2002 è stata corsa il 13 ottobre 2002 in Belgio, nei dintorni di Heusden-Zolder, su un percorso totale di 256 km. La gara fu vinta dall'italiano Mario Cipollini con il tempo di 5h30'03" alla media di 46,538 km/h, completarono il podio l'australiano Robbie McEwen e il tedesco Erik Zabel terzo.
Partenza con 202 ciclisti, dei quali 168 completarono la gara.

## Squadre e corridori partecipanti
| N.      | Cod. | Squadra         |
| ------- | ---- | --------------- |
| 1-13    | ESP  | Spagna          |
| 14-25   | ITA  | Italia          |
| 26-29   | SVN  | Slovenia        |
| 30-41   | NED  | Paesi Bassi     |
| 42-53   | DEU  | Germania        |
| 54-61   | POL  | Polonia         |
| 62-73   | RUS  | Russia          |
| 74-77   | CZE  | Repubblica Ceca |
| 78-89   | SUI  | Svizzera        |
| 90-101  | BEL  | Belgio          |
| 102-105 | POR  | Portogallo      |
| 106-115 | USA  | Stati Uniti     |
| 116-127 | AUS  | Australia       |
| 128-131 | COL  | Colombia        |
| 132-143 | FRA  | Francia         |
| 144-145 | LUX  | Lussemburgo     |
| 146-147 | RSA  | Sud Africa      |
| 148-151 | UKR  | Ukraina         |
| 152-153 | GBR  | Gran Bretagna   |

| N.      | Cod. | Squadra       |
| ------- | ---- | ------------- |
| 154-155 | SWE  | Svezia        |
| 156-163 | AUT  | Austria       |
| 164-165 | BLR  | Bielorussia   |
| 166     | CRO  | Croazia       |
| 167-170 | LTU  | Lituania      |
| 171     | ARG  | Argentina     |
| 172     | SRB  | Serbia        |
| 173     | IRL  | Irlanda       |
| 174     | NZL  | Nuova Zelanda |
| 175-176 | LAT  | Lettonia      |
| 177-178 | NOR  | Norvegia      |
| 179     | CAN  | Canada        |
| 180     | MDA  | Moldova       |
| 181-182 | HUN  | Ungheria      |
| 183-184 | EST  | Estonia       |
| 185     | BUL  | Bulgaria      |
| 186-193 | DEN  | Danimarca     |
| 194-201 | KAZ  | Kazakhistan   |
| 202     | SUI  | Svizzera      |

## Ordine d'arrivo (Top 10)
| Pos. | Corridore       | Squadra       | Tempo    |
| ---- | --------------- | ------------- | -------- |
| 1    | Mario Cipollini | Italia        | 5h30'03" |
| 2    | Robbie McEwen   | Australia     | s.t.     |
| 3    | Erik Zabel      | Germania      | s.t.     |
| 4    | Andrej Hauptman | Slovenia      | s.t.     |
| 5    | Zoran Klemenčič | Slovenia      | s.t.     |
| 6    | Jimmy Casper    | Francia       | s.t.     |
| 7    | Jaan Kirsipuu   | Estonia       | s.t.     |
| 8    | Sven Teutenberg | Germania      | s.t.     |
| 9    | Baden Cooke     | Australia     | s.t.     |
| 10   | Julian Dean     | Nuova Zelanda | s.t.     |